# Crepidium godefroyi
Crepidium godefroyi är en orkidéart som först beskrevs av Heinrich Gustav Reichenbach, och fick sitt nu gällande namn av Dariusz Lucjan Szlachetko. Crepidium godefroyi ingår i släktet Crepidium, och familjen orkidéer. Inga underarter finns listade i Catalogue of Life.